# NGC 1393
NGC 1393 (другие обозначения — ESO 548-58, MCG −3-10-19, PGC 13425) — линзообразная галактика (SB0) в созвездии Эридана. Открыта Уильямом Гершелем в 1785 году. Описание Дрейера: «тусклый, маленький объект круглой формы, более яркий в середине».
Этот объект входит в число перечисленных в оригинальной редакции «Нового общего каталога».
Галактика NGC 1393 входит в состав группы галактик NGC 1359. Помимо NGC 1393 в группу также входят NGC 1359, NGC 1383, ESO 548-32 и ESO 548-79.
Галактика достаточно сильно удалена от центра Сверхскопления Персея-Рыб, однако лучевая скорость и красное смещение говорят о том, что галактика, вероятно, относится к нему.
Морфологический тип по Вокулёру SA(rl)00.
На фотографиях NGC 1393 видна как линзообразная галактика с ярким ядром и слегка более тусклой внешней оболочкой. Внешняя оболочка имеет неравномерную яркость, возможно, из-за наличия пыли. Галактика вытянута с юго-юго-востока на северо-северо-запад. На границе внешней оболочки к юго-западу от центра виден небольшой компактный объект или звезда поля. В поле зрения диаметром 1° в окрестностях NGC 1393 находятся восемь галактик NGC, но довольно широкий разброс их лучевых скоростей указывает на то, что они могут не быть частью одной группы. На расстоянии 5,6′ к северо-востоку от NGC 1393 находится линзообразная галактика NGC 1391. Две эти галактики и NGC 1394 составляют вытянутую с северо-востока на юго-запад цепочку из трёх галактик, видимых в поле зрения любительского телескопа при высоком увеличении, причём визуально NGC 1393 является самой яркой из них. NGC 1393 видна как достаточно яркая, слегка овальная галактика с более ярким ядром и умеренно хорошо очерченными краями. Радиальная скорость: 2045 км/с. Расстояние: 91 млн световых лет. Диаметр: 51 тыс. световых лет.